# Balvi socken
Balvi socken (lettiska: Balvu pagasts) är ett administrativt område i Balvi kommun i Lettland.